# Mullins
Mullins – miasto w Stanach Zjednoczonych, w stanie Karolina Południowa, w hrabstwie Marion.